# Nemacheilus pfeifferae
Nemacheilus pfeifferae es una especie de peces de la familia Balitoridae en el orden de los Cypriniformes.

## Morfología
• Los machos pueden llegar alcanzar los 6 cm de longitud total.

## Distribución geográfica
Se encuentran en Indonesia (Sumatra ).

## Hábitat
Es un pez de agua dulce.